# Susanne Palsbo
Susanne Ellen Margrethe Palsbo, född Hansen, 23 januari 1907 i Köpenhamn, död den 17 januari 1989 i Frederiksberg, var en dansk journalist, författare, sångtextförfattare och kommunpolitiker för Det Konservative Folkeparti. 
Hennes roman En pryd for enhver familie från 1944 översattes till svenska av Gallie Åkerhielm 1945. Den kom senare att filmas av Gustaf Molander under titeln Fästmö uthyres.
Palsbo var ledamot i Frederiksbergs kommunfullmäktige 1965–1978.